# Mathilde Blind
Mathilde Blind (ur. 21 marca 1841, Mannheim, Niemcy, zm. 26 listopada 1896, Londyn) – poetka angielska pochodzenia żydowskiego. Jej ojciec, żydowski bankier Jacob Abraham Cohen zmarł krótko po jej narodzeniu.
Urodziła się jako Mathilde Cohen, a w twórczości literackiej używała pseudonimu Claude Lake. Ważnym dziełem poetki, podziwianej między innymi przez Matthew Arnolda, jest poemat The Ascent of Man, recenzowany w „Spectatorze” 21 grudnia 1889 roku.